# Драй-Ридж (Огайо)
Драй-Ридж (англ. Dry Ridge) — переписна місцевість (CDP) в США, в окрузі Гамільтон штату Огайо. Населення — 2698 осіб (2020).

## Географія
Драй-Ридж розташований за координатами 39°15′32″ пн. ш. 84°38′2″ зх. д. / 39.25889° пн. ш. 84.63389° зх. д. (39.258768, -84.633934).  За даними Бюро перепису населення США в 2010 році переписна місцевість мала площу 10,72 км², уся площа — суходіл.

## Демографія
Згідно з переписом 2010 року, у переписній місцевості мешкали 2782 особи в 1206 домогосподарствах у складі 810 родин. Густота населення становила 259 осіб/км².  Було 1270 помешкань (118/км²).
Расовий склад населення:
| - 93,1 % — білих - 4,2 % — чорних або афроамериканців - 1,6 % — азіатів |

До двох чи більше рас належало 0,9 %. Частка іспаномовних становила 1,8 % від усіх жителів.
За віковим діапазоном населення розподілялося таким чином: 17,5 % — особи молодші 18 років, 62,5 % — особи у віці 18—64 років, 20,0 % — особи у віці 65 років та старші. Медіана віку мешканця становила 47,1 року. На 100 осіб жіночої статі у переписній місцевості припадало 90,0 чоловіків;  на 100 жінок у віці від 18 років та старших — 86,1 чоловіків також старших 18 років.
Середній дохід на одне домашнє господарство  становив 110 075 доларів США (медіана — 69 310), а середній дохід на одну сім'ю — 138 659 доларів (медіана — 99 408). Медіана доходів становила 56 389 доларів для чоловіків та 54 097 доларів для жінок. За межею бідності перебувало 2,6 % осіб, у тому числі 0,0 % дітей у віці до 18 років та 1,6 % осіб у віці 65 років та старших.
Цивільне працевлаштоване населення становило 1303 особи. Основні галузі зайнятості: освіта, охорона здоров'я та соціальна допомога — 27,0 %, фінанси, страхування та нерухомість — 14,2 %, виробництво — 13,1 %.